# أفاتينيب
أفاتينيب (Afatinib)، الذي يُباع تحت الإسم التجاري جيلوتريف(Gilotrif) من بين أسماء أخرى، هو دواء يستخدم لعلاج سرطان الرئة ذو الخلايا غير الصغيرة (NSCLC).  يتم وصفه بشكل رئيسي في الحالات المتقدمة مع طفرة مستقبل عامل نمو البشرة (EGFR) غير المقاومة.  و يؤخذ عن طريق الفم . 
تشمل الآثار الجانبية الشائعة له ما يلي: الإسهال و الطفح الجلدي و التهاب الفم و جفاف الجلد و الغثيان و الحكة.  قد تشمل الآثار الجانبية الأخرى أيضا: مرض الرئة الخلالي ، و مشاكل الكبد، و ثقب معدي معوي ، و التهاب القرنية.  أما استخدامه في فترة الحمل فقد يلحق الضرر بالجنين.  و هو مثبط التيروسين كيناز الذي يمنع عائلة من البروتينات المعروفة باسم ErbB  
تمت الموافقة عليه للاستخدام الطبي في الولايات المتحدة و أوروبا في عام 2013.   وهو مدرج في قائمة منظمة الصحة العالمية للأدوية الأساسية كبديل للإرلوتينيب.  في المملكة المتحدة، تكلف 4 أسابيع هيئة الخدمات الصحية الوطنية حوالي 2000 جنيه إسترليني اعتبارًا من عام 2021.  و يكلف هذا القدر في الولايات المتحدة حوالي 9800 دولار أمريكي. 